# Guerrière viking de Birka
La guerrière viking de Birka est une femme qui fut enterrée avec les parures traditionnelles d'un chef de guerre Viking. Sa chambre funéraire datant du Xe siècle fut découverte en 1878 à Birka dans le sud-est de la Suède. Longtemps, les archéologues pensèrent qu'il s'agissait d'un homme même si certaines caractéristiques du squelette évoquaient celui d'une femme. Ce n'est qu'en 2017 qu'une analyse ADN établit que cette personne ensevelie avec tous les signes correspondant à un guerrier viking de haut rang était en réalité une femme. Ces conclusions ont cependant été qualifiées de prématurées par certains archéologues et historiens pour lesquels ces artefacts ne constituent pas la preuve que des femmes, dans cette société viking, aient pu être guerrières. Cette controverse a contribué au débat au sujet des rôles que pouvaient endosser les femmes dans la société viking.

## Données archéologiques

### Fouille initiale
Dans les années 1870, un important site remontant à l'Âge des Vikings est découvert sur l'île de Björkö (littéralement : l'île aux bouleaux) située sur le lac Mälar à 30 kilomètres à l'ouest de Stockholm. Le site de Birka, aujourd'hui en Suède, fut l'une des plus grandes villes vikings, active de 750 à 950. En 1878, lors de ses travaux de recherche sur le site, l'archéologue et ethnographe Hjalmar Stolpe (1841-1905) découvre et fouille une tombe à chambre contenant — le pense-t-il — la dépouille d'un guerrier viking.
En 1889, il répertorie la tombe sous la dénomination Bj 581,. La tombe est considérée comme « l'une des plus emblématiques de l'Âge des Vikings »,. La tombe était marquée par un gros bloc de pierre et se trouvait sur une terrasse surélevée où elle était en contact direct avec la garnison. La chambre mortuaire avait été réalisée en bois et mesurait 3,45 mètres de long sur 1,75 mètre de large. Le corps a été trouvé en position assise, vêtu de vêtements de soie et de décorations en fil d'argent. Les éléments trouvés dans la tombe comprenaient une épée, une hache, deux lances, des flèches perforantes, un couteau de combat, deux umbos de boucliers, une paire d'étriers, une fibule, un mors et deux chevaux (une jument et un étalon).
Et pendant les 128 années suivantes, on a supposé que le squelette était celui d'un « homme aguerri au combat » ; il fut même comparé à l'un des personnages de la Chevauchée des Walkyries de Richard Wagner.
Les archéologues n'ont pas envisagé que cette sépulture viking découverte à Birka soit autre chose que la dernière demeure d'un grand guerrier. Non par analyse des restes du corps inhumé, mais parce que les artefacts découverts à ses côtés étaient, dans leur imaginaire, forcément des attributs masculins.

### Analyses ultérieures du squelette
| \| Bj 581 \|                                         |
| Emplacement de la tombe Bj 581 sur le site de Birka. |
| Bj 581                                               |

De nouvelles études menées sur le squelette dans les années 1970 vinrent remettre en question la thèse selon laquelle il s'agissait d'un homme. En 2014, une analyse ostéologique des os pelviens et de la mandibule est réalisée par l'université de Stockholm. L'archéobiologiste Anna Kjellström parvient également à la conclusion selon laquelle cette tombe est celle d'une femme,. Certains archéologues restèrent sceptiques, invoquant la probabilité que les os aient été mal étiquetés au siècle dernier ou peut-être même mélangés avec des os provenant d'autres tombes proches.
Une étude dirigée par Charlotte Hedenstierna-Jonson et publiée en septembre 2017 notait que l'analyse ostéologique menée par Kjellström avait soulevé des questions concernant le sexe, le genre et l'identité parmi les guerriers vikings. L'équipe de Hedenstierna-Jonson préleva du matériel génétique dans l'os d'un bras et d'une dent de la dépouille enterrée dans la tombe Bj 581 en vue de procéder à une analyse de l'ADN. Selon les conclusions de Maja Krezwinska, il fut déterminé que le squelette ne comportait que des chromosomes X et pas de chromosome Y et était par conséquent celui d'une femme.
L'analyse de l'ADN mitochondrial révéla que l'ensemble des os présents dans la tombe appartenaient à une seule et même personne.
La même analyse se pencha également sur les isotopes du strontium du squelette pour déterminer le profil de provenance géographique de l'individu. Les marqueurs détectés étaient similaires à ceux trouvés chez les personnes vivant actuellement dans les zones géographiques habitées jadis par les Vikings mais il ne put pas être déterminé si elle était originaire de Birka ou si elle s'y était établie par la suite.
La conclusion de l'étude, controversée, était que « l'individu dans la tombe Bj 581 est la première femme guerrière viking de haut rang confirmée. » En 2019, les auteurs en réponse à la critique de leur étude originale  ont répondu dans un second article publié dans la revue Antiquity en fournissant des informations complémentaires sur leur méthodologie et en réaffirmant leurs conclusions initiales.
Ils concluent que dans le cas particulier de Bj 581, si certains auront la possibilité de  tirer des conclusions différentes, il est un fait établi que l'intégrité de la tombe a été préservée au fil du temps et que la détermination biologique du sexe est valide. C'est maintenant aux autres de décider comment ils vont traiter ces informations et les implications plus larges qui en découlent.

### Analyse des artefacts retrouvés dans la tombe
L'analyse du contenu de la tombe révéla qu'elle contenait des pièces et un plateau de jeu considérés comme une preuve de sa pensée stratégique et indiquant « qu'elle était un officier qui pouvait mener des troupes à la bataille ».
Selon Kjellström, « Seulement peu de guerriers furent enterrés avec des pièces de jeu et elles signalent leur pensée stratégique »,.
L'archéologue David Zori mentionne que de nombreuses histoires nordiques comme la Völsunga saga du XIIIe siècle reprennent le thème de la Walkyrie se battant au côté des hommes.

## Échos dans la presse
La presse fait également écho à cette découverte, ainsi, The Guardian relaie dans ses colonnes que le jeu découvert s'apparente aux jeux de tafl, sorte de précurseur du jeu d'échecs, et suggère que la femme guerrière de la tombe Bj 581 était une fine stratège.
Les éléments de preuve la font également pencher pour un membre d'une caste militaire,. Le Washington Post expliqua que le guerrier était une femme et pas n'importe quelle femme guerrière mais une skjaldmö comme Brienne of Tarth (en) dans la série  Game of Thrones.

La question divise la communauté scientifique. Après avoir pris acte de l'androcentrisme en archéologie et commenté les questions ayant conduit à la conclusion qu'il s'agissait d'une femme guerrière, un observateur de The Guardian écrivit : 

« La vraie question, la question intéressante : que signifie le fait que Bj 581 soit une femme ? Qu'est-ce que cela raconte sur la manière dont la société viking était structurée ? Bj 581 était-elle unique ou représente-t-elle une catégorie de personne largement reléguée ensuite au rang des mythologies ? Et qu'est-ce que cela peut nous dire sur la façon dont les conflits violents étaient vus et vécus ? Hedenstierna-Jonson et al. viennent d'ouvrir toute une série de questions de recherche qui nous rappellent à quel point les sociétés humaines sont complexes, riches et fascinantes lorsque nous les étudions pour ce qu'elles étaient et non pour refléter ce que nous pensons être. Holly Norton pour The Guardian,. »

## Interprétations
| Image externe   | |
| La tombe Bj 581 | |
|                 | illustration de la tombe telle qu'elle devait être lors de l'ensevelissement. (Dessin réalisé par Þórhallur Þráinsson et publiée sous licence by-nc-nd 4.0 par Neil Price, 2019.) |

Les chercheurs ne parviennent pas à se mettre d'accord sur les découvertes complexes effectuées dans la tombe viking.
La professeure Judith Jesch (en), spécialiste de l'étude des Vikings, rejette les conclusions selon lesquelles le squelette de la tombe Bj 581 était celui d'une femme en raison du fait que, d'une part, depuis 1889, d'autres os provenant des tombes environnantes ont pu avoir été mélangés, ensuite, elle critique les inférences établies sur base de la présence de pièces de jeu faisant de ces conclusions des spéculations prématurées et, enfin, parce que les chercheurs n'ont pas investigué les autres motifs qui pourraient expliquer que des os féminins se soient retrouvés dans la tombe d'un guerrier.
Les auteurs de l'article dirigé par Hedenstierna-Jonson notèrent que les spécialistes des Vikings étaient réfractaires à l'idée que des femmes aient pu faire l'usage d'armes pourtant, la tombe de Birka était réputée être celle, très élaborée, de l'un des plus hauts dignitaires guerriers de son temps. Additionnellement, ils citent l'étude de Marianne Moen de 2011 qui concluait que la vision du guerrier mâle dans une société patriarcale avait été renforcée par une tradition dans la recherche et par des idées préconçues contemporaines.
L'équipe d'Hedenstierna-Jonson envisageait la question de l'identification du sexe des restes ensevelis dans le contexte des objets martiaux enterrés avec les os affirmant que la distribution des éléments dans la tombe, la relation spatiale qu'ils entretenaient avec la dépouille et l'absence totale du moindre artefact funéraire typiquement féminin interdisait d'envisager qu'ils aient pu appartenir à la famille du défunt ou à un corps mâle aujourd'hui disparu de la tombe. En réponse à la question de savoir si de tels artefacts signaient nécessairement le fait que l'on ait affaire à un guerrier, les auteurs rétorquent que l'analyse de ces objets devrait pouvoir se faire indépendamment du sexe biologique supposé de la personne enterrée.
Et l'étude d'Hedenstierna-Jonson de conclure : « La combinaison de la génomique ancienne, des analyses isotopiques et de l'archéologie peuvent contribuer à la réécriture de notre compréhension concernant l'organisation sociale en regard du genre, de la mobilité et des modèles de répartition des tâches dans les sociétés passées ».
L'historien suédois, Dick Harrison (en) de l'université de Lund commente: « Ce qui s'est passé au cours des 40 dernières années grâce à la recherche archéologique, en partie alimentée par la recherche féministe, c'est qu'on a découvert que les femmes étaient aussi des prêtresses et des leaders... Cela nous a forcé à réécrire l'histoire. »,.

## La femme guerrière dans d'autres sources de l'histoire viking

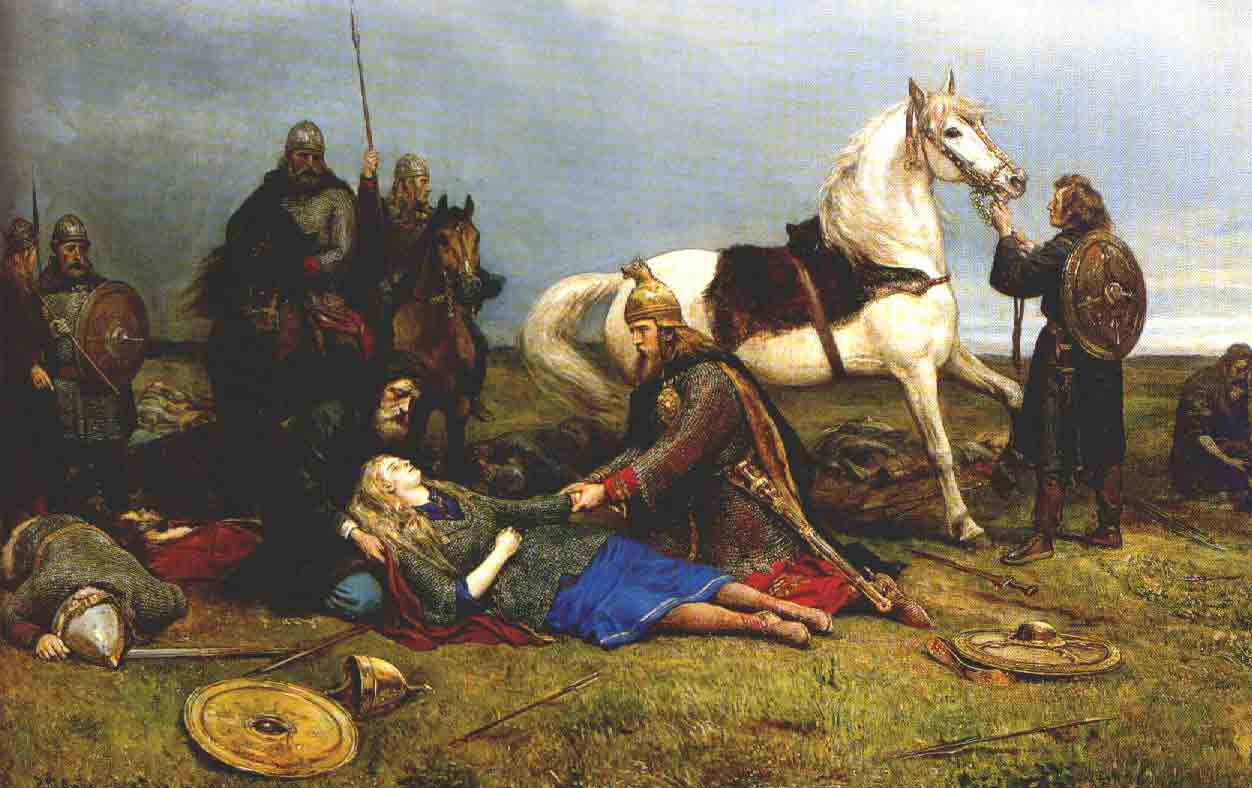
La mort de Hervör par Peter Nicolai Arbo.

L'image de la femme guerrière n'était pas étrangère aux Vikings. Il y a plusieurs exemples de représentations de femmes où on les voit brandir des armes.

### Mythologie
La Mythologie nordique comporte un groupe de femmes guerrières surnaturelles appelées les Valkyries dans l'Edda poétique et qui étaient les gardiennes du Valhalla et décernaient la mort sur le champ de bataille. Elles sont rarement représentées au combat mais manient des lances,.
Les Skjaldmös sont des guerrières féminines qui adoptent des caractéristiques et des attitudes masculines, comme la tenue vestimentaire et le maniement des armes. Elles le font soit parce qu'il n'y a plus de membre masculin de la famille, soit parce qu'elles fuient le mariage.

### Iconographie
La Tapisserie d'Oseberg (en) présente des figures anthropomorphiques habillées de robes qui évoquent des femmes de l'Âge des Vikings brandissant des lances et des épées. Une série de broches trouvées à Tissø, au Danemark, représente également ce que l'on croit être des figures féminines armées à cheval. Enfin, une figure tridimensionnelle trouvée à Hårby, au Danemark également, représente une figure féminine de l'Âge des Vikings tenant une épée et un bouclier. Le public l'a interprété comme la représentation d'une Valkyrie, mais nulle part dans la mythologie nordique les Valkyries ne sont décrites maniant des épées (leur arme de prédilection étant une lance). Cela soulève la question de savoir si cette figure pourrait représenter une guerrière humaine.

### Littérature
Saxo Grammaticus, dans son Histoire des Danois, a dépeint des femmes guerrières habillées en hommes et portant des armes. La littérature des sagas en possède également de nombreux exemples. Freydís, dans la saga du Groenland, est une manipulatrice avide. Après avoir trompé les gens avec qui elle voyageait, Freydís assassine cinq femmes avec une hache.
La saga de Laxdæla raconte l'histoire d'Auðr, dont le mari la quitte pour une autre femme parce qu'elle porte toujours des culottes d'homme. Elle décide de se venger et, habillée comme un homme, le poignarde avec une épée. De toutes les sagas, la saga de Laxdæla a le plus grand nombre de personnages féminins et s'adressait probablement à un public féminin. Elle présente une alternative aux vies désenchantées que vivaient les femmes étant donné leur rôle limité dans la société.
Hervör, dans la Saga de Hervor et du roi Heidrekr, est la seule enfant d'Angantyr. Dès son plus jeune âge, elle montre plus d'aptitudes pour les armes que pour les tâches féminines traditionnelles. Elle manie l'épée familiale contre la volonté de son père et se lance dans de nombreuses aventures masculines. Ce n'est que lorsqu'elle décide de s'installer et d'avoir des enfants que la lignée masculine de la famille est rétablie.

## Émission
- [(fr) Cherchez la femme ! (5/30) Viqueen - Le temps des Vikings sur Arte (page consultée le 17 janvier 2023)], série en stop motion de Julie Gavras (2021), Arte, durée 0 h 4.